# 1001 Albums You Must Hear Before You Die
1001 Albums You Must Hear Before You Die (Nederlands: 1001 albums die je moet horen voor je dood gaat) is een naslagwerk geschreven door negentig muziekrecensenten onder redactie van Robert Dimery. Het boek hoort bij de Quintessence Editions Ltd.-serie en werd voor het eerst uitgegeven in 2006.
Het boek bevat een lijst van albums uitgegeven tussen 1950 en 2005. De lijst van albums is chronologisch geschreven beginnend bij Frank Sinatra's In the Wee Small Hours en eindigend met Get Behind Me Satan van The White Stripes. Bij elk album is een kort essay geschreven met daarin een stukje kritiek op de muziek. Verder worden er bij de albums foto's en extra informatie toegevoegd.

## Genres
Ondanks dat het grootste deel van het boek rock en pop uit de Westerse wereld aanraadt, bevat 1001 Albums ook genres als wereldmuziek, R&B, rap, country, blues, hiphop en jazz. De rock- en popalbums zijn zeer divers onderling, deze bevatten subgenres als punk, grindcore, heavy metal, alternatieve muziek, progressieve rock, easy listening en rock-'n-roll uit de jaren 50.